# ゲデレー
ゲデレー （ハンガリー語:Gödöllő 、[[ˈgødølːøː]]、ドイツ語:Getterle）は、ハンガリー、ペシュト県の都市。

## 地理
ブダペストの北東30kmの地点にある。

## 歴史
14世紀以降、人がまばらながらも村があった。1541年からのオスマン帝国支配でさらに人口が減少した。
ゲデレーが成長を始めるのは1737年、ハンガリーの大地主グラシャルコヴィッチ・アンタル1世がゲデレーの地を購入してからである。1741年以降、グラシャルコヴィッチ家はゲデレー宮殿を本宅とした。ゲデレー宮殿はハンガリー最大級のバロック様式建築であった。
グラシャルコヴィッチ家の断絶後の1867年、アウスグライヒによってオーストリア＝ハンガリーの皇帝にして国王となったフランツ・ヨーゼフ1世への贈り物として、政府からゲデレーが贈られた。ハプスブルク家の人々、特に皇后エリーザベトが訪問したことで、ブダペストに住む貴族たちの間でゲデレーを夏のリゾート地とするブームが起きた。このためにゲデレーのインフラストラクチャーすべてが整った。このゲデレーの地位は、ハンガリー摂政ホルティ・ミクローシュが夏の住まいを構えたように、維持され続けた。
ハンガリーが共産主義政権下に入ると、「ブルジョワの町としての印象緩和」のため産業が導入されたが、むしろセント・イシュトヴァーン大学農業科学部が置かれたことが契機となった。1966年に市制が敷かれた。
1989年の東欧革命以後、ゲデレーはサービス産業への難しい転換を迫られた。1990年にソビエト軍がゲデレー宮殿から撤退後、建物大部分が修復され、文化センターとなった。城館は、結婚式などお祝いの際に借りることができる。
ゲデレー近郊には、F1のサーキット、ハンガロリンクがある。

## 姉妹都市
- アイヒャッハ、ドイツ
- ギーゼン、ドイツ
- ボゴール、インドネシア
- ラクセンブルク（英語版）、オーストリア
- トゥルンハウト、ベルギー
- バルデモロ（英語版）、スペイン
- ワーヘニンヘン、オランダ
- ジヴィエツ、ポーランド